# Santillana del Mar
Santillana del Mar ist eine Stadt in der nordspanischen Autonomen Gemeinschaft Kantabrien.

## Geographie
Die Stadt mit 4.211 Einwohner (Stand: 2024) liegt auf 82 msnm am Golf von Biscaya auf einer Grundfläche von 28,46 km² im Verwaltungsbezirk (Comarca) Costa Occidental sowie im Gerichtsbezirk Torrelavega. Die nächste Großstadt Santander ist 31 km entfernt.
Santillana del Mar ist eine Station am Jakobsweg (Camino del Norte).

## Klima
Das Klima ist entsprechend dem Küstenbereich maritim und feucht mit kühlen Sommern und milden Wintern.

## Sehenswürdigkeiten

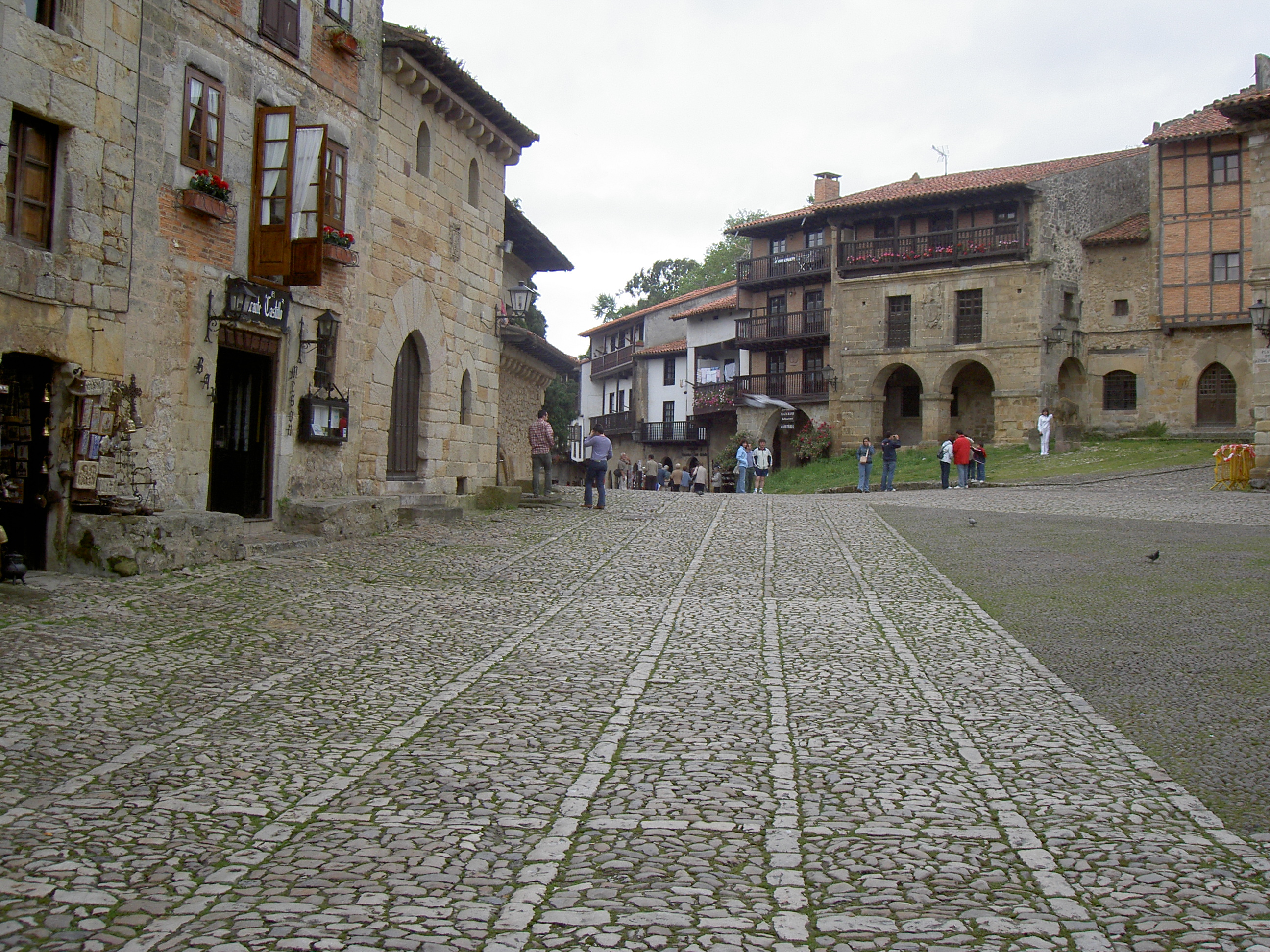
Platz in Santillana del Mar

- Jahrhundertealte Altstadt mit der Colegiata de Santillana del Mar (Stiftskirche der Hl. Juliana, Sant Iuliana – Santillana), die der Stadt ihren Namen gegeben hat, sowie zahlreichen Handelshäusern und Palästen. In der gesamten Altstadt herrscht ein Fahrverbot für unautorisierte Fahrzeuge, d. h. nur Hotelgäste, Anwohner und Geschäftsinhaber dürfen dort fahren.
- Oberhalb der Stadt die Höhlen von Altamira, mit ihren berühmten prähistorischen Felsmalereien und -gravuren. In einem Museum sind originalgetreue Nachbildungen dieser Zeichnungen öffentlich zugänglich. Nachbildungen dieser Felsmalereien gibt es auch im Deutschen Museum in München.

## Söhne und Töchter der Stadt
- Santillana (* 1952), ehemaliger spanischer Fußballnationalspieler